# Schweizer Fussballmeisterschaft 1900/01
Die vierte Schweizer Fussballmeisterschaft fand 1900/1901 statt.

## Modus
Die Serie A und die Serie B wurden in zwei regionale Gruppen eingeteilt. Ein Sieg brachte 2 Punkte, ein Remis 1 Punkt ein. Der Sieger jeder Gruppe qualifizierte sich für die jeweiligen Finalspiele. Der Sieger der Finalspiele der Serie A wurde Schweizer Meister 1900/01.

## Serie A

### Gruppe Ost
| Pl. | Verein                  | Sp. | S | U | N | Tore    | Diff. | Punkte |
| --- | ----------------------- | --- | - | - | - | ------- | ----- | ------ |
| 1.  | Grasshopper Club Zürich | 10  | 9 | 0 | 1 | 055:130 | +42   | 18     |
| 2.  | FC Zürich               | 10  | 8 | 1 | 1 | 042:120 | +30   | 17     |
| 3.  | Fire Flies Zürich       | 10  | 4 | 2 | 4 | 016:200 | −4    | 10     |
| 4.  | Old Boys Basel          | 10  | 3 | 1 | 6 | 010:350 | −25   | 07     |
| 5.  | FC Basel                | 10  | 2 | 2 | 6 | 021:350 | −14   | 06     |
| 6.  | Fortuna Basel           | 10  | 1 | 0 | 9 | 006:350 | −29   | 02     |

### Gruppe West
| Pl. | Verein               | Sp. | S | U | N | Tore    | Diff. | Punkte |
| --- | -------------------- | --- | - | - | - | ------- | ----- | ------ |
| 1.  | FC Bern              | 6   | 5 | 0 | 1 | 016:120 | +4    | 10     |
| 2.  | FC La Chaux-de-Fonds | 6   | 3 | 0 | 3 | 013:100 | +3    | 06     |
| 3.  | Servette Genf        | 6   | 2 | 0 | 4 | 010:110 | −1    | 04     |
| 4.  | FC Neuchâtel         | 6   | 2 | 0 | 4 | 007:130 | −6    | 04     |

### Finalspiele
| Datum         |                         | Ergebnis |         | Stadt |
| ------------- | ----------------------- | -------- | ------- | ----- |
| 31. März 1901 | Grasshopper Club Zürich | 2:0      | FC Bern | Aarau |

Der Final musste wiederholt werden, weil der Grasshopper Club Zürich im ersten Spiel einen nicht qualifizierten Spieler eingesetzt hatte. Am 14. April 1901 gewann der Grasshopper Club Zürich gegen den FC Bern, womit er Schweizer Meister 1901 wurde.
| Datum          |                         | Ergebnis |         | Stadt |
| -------------- | ----------------------- | -------- | ------- | ----- |
| 14. April 1901 | Grasshopper Club Zürich | 2:0      | FC Bern | Aarau |

## Serie B

### Gruppe Ost
| Pl. | Verein                    | Sp. | S | U | N | Tore    | Diff. | Punkte |
| --- | ------------------------- | --- | - | - | - | ------- | ----- | ------ |
| 1.  | Fortuna Basel             | 8   | 6 | 0 | 2 | 029:180 | +11   | 12     |
| 2.  | FC Zürich 2               | 8   | 5 | 0 | 3 | 026:160 | +10   | 10     |
| 3.  | FC Winterthur             | 8   | 5 | 0 | 3 | 019:110 | +8    | 10     |
| 4.  | Grasshopper Club Zürich 2 | 8   | 4 | 0 | 4 | 023:180 | +5    | 08     |
| 5.  | FC Baden                  | 8   | 0 | 0 | 8 | 003:320 | −29   | 0      |

Der FC Baden zog sich nach der ersten Runde zurück.

### Gruppe West
| Pl. | Verein               | Sp. | S | U | N | Tore    | Diff. | Punkte |
| --- | -------------------- | --- | - | - | - | ------- | ----- | ------ |
| 1.  | Young Boys Bern      | 8   | 7 | 0 | 1 | 039:140 | +25   | 14     |
| 2.  | FC Biel              | 8   | 5 | 1 | 2 | 026:160 | +10   | 11     |
| 3.  | FC La Chaux-de-Fonds | 8   | 5 | 0 | 3 | 017:200 | −3    | 10     |
| 4.  | FC Neuchâtel 2       | 8   | 1 | 2 | 5 | 006:130 | −7    | 04     |
| 5.  | Servette Genf 2      | 8   | 0 | 1 | 7 | 004:260 | −22   | 01     |

### Finalspiele
| Datum          |               | Ergebnis |                 | Stadt |
| -------------- | ------------- | -------- | --------------- | ----- |
| 14. April 1901 | Fortuna Basel | 3:2      | Young Boys Bern | Aarau |

Fortuna Basel ist Sieger der Serie B 1900/01.